# Igor Slana
Igor Slana, slovenski veteran vojne za Slovenijo, * 26. junij 1972, Ptuj.

## Odlikovanja in priznanja
- medalja za hrabrost (11. maj 2000)
- medalja v službi miru (9. december 1999, 27. februar 2001, 28. junij 2001)
- spominski znak Obranili domovino 1991